# Strymon melinus
Strymon melinus är en fjärilsart som beskrevs av Jacob Hübner 1818. Strymon melinus ingår i släktet Strymon och familjen juvelvingar. Inga underarter finns listade i Catalogue of Life.

## Bildgalleri

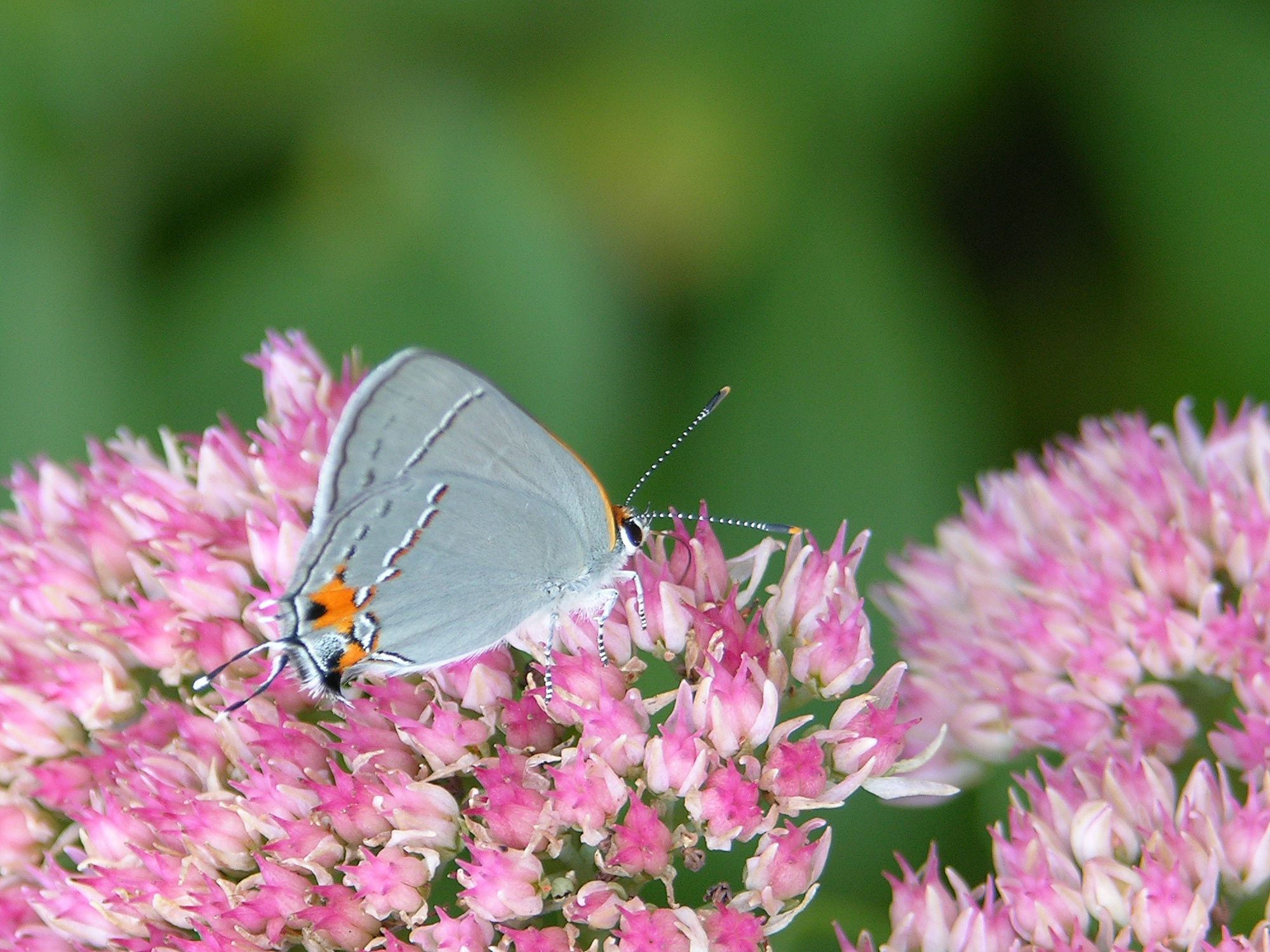
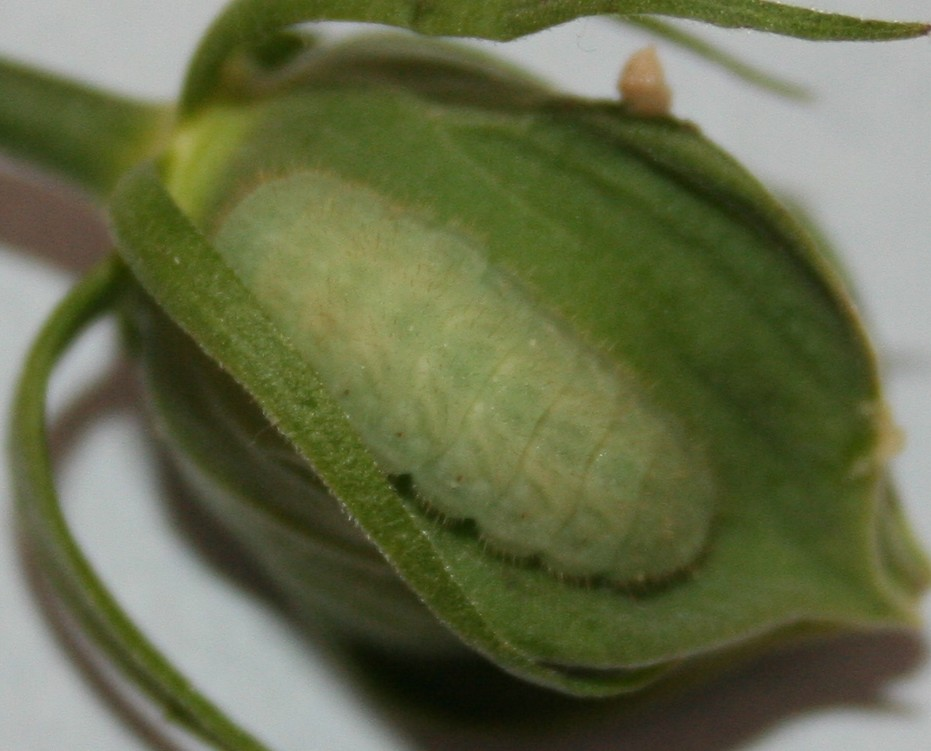
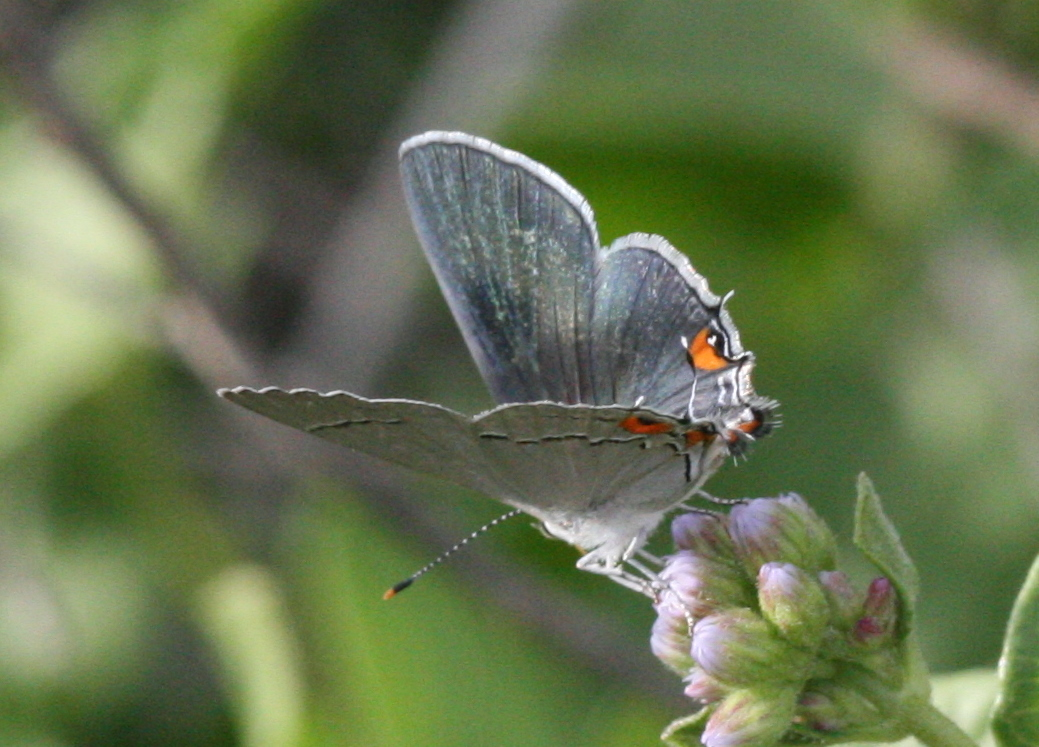